# Дармаатмаджа, Юлий Рияди
Юлий Рияди Дармаатмаджа (индон. Julius Riyadi Darmaatmadja; род. 20 декабря 1934, Мунтилан, Центральная Ява, Индонезия) — индонезийский кардинал, иезуит. Архиепископ Семаранга с 19 февраля 1983 по 11 января 1996. Военный ординарий Индонезии с 28 апреля 1984 по 2 января 2006. Архиепископ Джакарты 11 января 1996 по 28 июня 2010. Председатель Индонезийской епископской конференции с 17 ноября 1988 по 1997 и с 2000 по 2006. Кардинал-священник с титулом церкви Сакро-Куоре-ди-Мария с 26 ноября 1994. 
Отказался от участия в Конклаве 2013 года по состоянию здоровья.